# Гавайи 5.0 (6-й сезон)
Шестой сезон американского телесериала «Гавайи 5.0», премьера которого состоялась на канале CBS 25 сентября 2015 года, а заключительная двухчасовая серия вышла 13 мая 2016 года, состоит из 25 эпизодов. Шоу является ремейком телесериала 1968-80 годов.
Телесериал был разработан Питером М. Ленковым, Алексом Куртцманом и Роберто Орси. Сериал рассказывает о работе специального подразделения полиции под руководством бывшего морского офицера Стива Макгарретта (Алекс О’Лафлин) на Оаху.

## В ролях

### Основной состав
- Алекс О’Лафлин — Стив Макгарретт
- Скотт Каан — Дэнни «Дэнно» Уильямс
- Дэниел Дэ Ким — Чин Хо Келли
- Грейс Пак — Коно Калакауа
- Маси Ока — доктор Макс Бергман
- Чи Макбрайд — Лу Гровер
- Хорхе Гарсиа — Джерри Ортега

### Второстепенный состав
| - Мишель Борт — Кэтрин Роллинз - Иэн Энтони Дейл — Адам Ношимури - Кристофер Шон — Гэбриел Уэйнкрофт - Тэйлор Уайли — Камекона - Деннис Чун — сержант Дюк Лукела - Тейлор Грубс — Грейс Уильямс - Шон Гарнетт — Флиппа - Рэнди Кутюр — Джейсон Дюклер | - Эндрю Лоуренс — Эрик Руссо - Уилли Гарсон — Джерард Хирш - Сара Картер — Линн Дауни - Джули Бенц — Эбби Данн - Тэрин Мэннинг — Мэри Энн Макгарретт - Майкл Империоли — Оделл Мартин - Уилл Юн Ли — Санг Мин - Кекоа Кекумано — Нахеле Хуикала |

## Эпизоды
| № общий | № в сезоне | Название                                                         | Режиссёр          | Автор сценария                                                          | Дата премьеры    | Произв. код | Зрители в США (млн) |
| --- | ---------- | ---------------------------------------------------------------- | ----------------- | ----------------------------------------------------------------------- | ---------------- | ----------- | ------------------- |
| 119 | 1          | «Mai ho`oni i ka wai lana mâlie» «Не тревожь воду, что спокойна» | Брайан Спайсер    | Питер М. Ленков и Эрик Гуггенхайм                                       | 25 сентября 2015 | 601         | 8,30                |
| После свадьбы Коно и Адама их захватывает Гэбриэл и пытает. Он требует, чтобы Адам перевёл ему деньги, которые являются ценой выхода Адама из Якудзы. Тем временем Отряд 5.0 расследует ограбление, произошедшее в конце XIX века, во время которого пираты похитили бесценные артефакты. Макгарретт рассказывает Дэнни, что собирается сделать предложение Кэтрин. |            |                                                                  |                   |                                                                         |                  |             |                     |
| 120 | 2          | «Lehu a Lehu» «Прах к праху»                                     | Сильвен Уайт      | Джон Дав                                                                | 2 октября 2015   | 602         | 9,24                |
| Отряд 5.0 расследует нападение на сапёров, в результате которого им выдвигают требование — взорвётся очередная бомба, если серийный поджигатель Джейсон Дюклер не выйдет на свободу. Между тем Адама выписывают из больницы, и он воссоединяется с Коно, однако, позже они обнаруживают, что Якудза за ними следят. |            |                                                                  |                   |                                                                         |                  |             |                     |
| 121 | 3          | «Ua 'o'oloku ke anu i na mauna» «Леденящий шторм в горах»        | Джо Данте         | История: Питер M. Ленков Телесценарий: Стивен Лилиен и Брайан Винбрандт | 9 октября 2015   | 603         | 8,97                |
| Команда расследует смерть дайвера в результате случайного выстрела в океане. Тем временем Дэнни находит своему племяннику работу в криминалистической лаборатории. У Макгарретта появляются сомнения насчёт предложения Кэтрин после того, как выясняется, что она снова уезжает из страны. Чин помогает Коно в их ситуации с Адамом и Якудза. Кэтрин сообщает Стиву, что возможно на этот раз она уедет навсегда. Между тем Джерри устраивается в своём новом офисе в качестве специального консультанта 5.0. |            |                                                                  |                   |                                                                         |                  |             |                     |
| 122 | 4          | «Ka Papahana Holo Pono» «Лучшие планы»                           | Майя Врвило       | Эрик Гуггенхайм и Дэвид Волков                                          | 16 октября 2015  | 604         | 9,08                |
| Команда расследует убийство миллионера, который пропал без вести более двадцати лет назад. Между тем Адама захватывает Том Бишоп и заставляет его пытать Аарона Джеймса, чтобы узнать, где Габриель. В это время Макгарретт пытается справиться с тем, что Кэтрин снова уехала, а Дэнни восстанавливается после пересадки костного мозга своему новообретённому сыну. |            |                                                                  |                   |                                                                         |                  |             |                     |
| 123 | 5          | «Ka 'alapahi nui» «Большая ложь»                                 | Эгиль Эгилссон    | Дэвид Волков и Сью Палмер                                               | 23 октября 2015  | 605         | 8,60                |
| Отец семейства убит прямо на глазах у собственной семьи профессиональным мотоциклистом во время судебного разбирательства, на котором ему вменяли хищение средств компании. Отряд 5.0 обнаруживает, что жертва вела двойную жизнь на две семьи, а его старшая дочь узнала правду. Между тем Макгарретт получает таинственный неотслеживаемый телефонный звонок и думает, что это может быть Кэтрин. |            |                                                                  |                   |                                                                         |                  |             |                     |
| 124 | 6          | «Na Pilikua Nui» «Монстры»                                       | Джо Данте         | Мэтт Уилер                                                              | 30 октября 2015  | 606         | 8,35                |
| На Хэллоуин команда 5.0 преследует серийного убийцу, который, как считает Макс, убивает женщин, чтобы воссоздать потерянную возлюбленную, создавая нечто напоминающее монстра доктора Виктора Франкенштейна. К Максу возвращаются его прежние переживания, когда этот серийный убийца напоминает о Мусорщике, серийном убийце, убившем его мать. Между тем Дэнни оставляет Лу самостоятельно ловить преступника, а сам едет забирать свою дочь-подростка с вечеринки. Тем временем Джерри идёт сдавать кровь, но на банк крови совершается вооружённое нападение. |            |                                                                  |                   |                                                                         |                  |             |                     |
| 125 | 7          | «Na Kama Hele» «Экскурсанты»                                     | Ханелль Калпеппер | Кен Соларш                                                              | 6 ноября 2015    | 607         | 8,85                |
| Макгарретт впервые идёт на свидание после того, как Кэтрин снова его оставила. Стив и его девушка едут нырять в рифах, однако, на близлежащем острове они сталкиваются с уголовником, которого пять лет считали погибшим. Тем временем Чин, Коно и Лу расследует похищение отца местной звезды футбола — отца мальчика убьют, если он не проиграет матч. |            |                                                                  |                   |                                                                         |                  |             |                     |
| 126 | 8          | «Piko Pau 'iole» «Искусный хитрец»                               | Джоэль Сурноу     | История: Питер М. Ленков Телесценарий: Стивен Лилиен и Брайан Винбрандт | 13 ноября 2015   | 608         | 8,47                |
| Инспектор Эбби Данн из управления полиции Сан-Франциско помогает 5.0 с делом, связанным с убийством профессиональной мошенницы и её жертвы во время очередной аферы. Чтобы раскрыть это дело, они должны работать с мошенником Хэнком Вебером, который являлся напарником убитой. Между тем Адама вновь захватывает Том Бишоп и ещё один боец Якудза. Они собираются его убить, однако, он сам их убивает и спасается. Позже он узнаёт, что его долг Якудза был выплачен Габриэлем. Адам сам идёт в полицию и признаётся в убийствах. |            |                                                                  |                   |                                                                         |                  |             |                     |
| 127 | 9          | «Hana Keaka» «Шарада»                                            | Бобби Рот         | Кармен Пилар Голден                                                     | 20 ноября 2015   | 609         | 9,10                |
| Команда 5.0 расследует убийство профессора колледжа, чьё тело скормили свиньям. Чтобы найти убийцу, Макгарретт отправляет Дэнни и его племянника Эрика для работы под прикрытием в колледж; первый будет изображать нового профессора, а второй — студента. Они обнаруживают, что профессор выращивал марихуану вместе со своим студентом. Между тем, Чин всё больше сближается с агентом Данн во время её пребывания на Гавайях. Кроме того, Коно сообщает команде, что Адам готов согласиться на двухлетний срок за убийство, поскольку прокурор не верит, что это была самооборона. |            |                                                                  |                   |                                                                         |                  |             |                     |
| 128 | 10         | «Ka Makau kaa kaua» «Сладкая наука»                              | Брайан Спайсер    | Джон Дав                                                                | 11 декабря 2015  | 610         | 8,13                |
| Отряд 5.0 расследует убийство бывшего местного боксёра-любителя, который теперь является тренером собственного брата — претендента на звание нового чемпиона. Команда начинает подозревать, что убийцей является соперник брата убитого, с которым тот накануне повздорил в прямом эфире. Адам отправляется отбывать свой срок в тюрьму, а Гэбриел снова проявляет себя на Гавайях. |            |                                                                  |                   |                                                                         |                  |             |                     |
| 129 | 11         | «Kuleana» «Личное чувство ответственности»                       | Сильвен Уайт      | Дэвид Волков                                                            | 8 января 2016    | 611         | 9,41                |
| Из флэшбеков становится известно, что Камекона в прошлом был дилером местной банды, но в итоге стал информатором Чина и помог арестовать эту группировку. В настоящее время одного из её членов нашли мёртвым, а другой — Леви Соса — выходит из тюрьмы. Чин, Коно и Лу отправляют Камекону работать под прикрытием, чтобы выяснить, кто убийца. Между тем Макгаррет и Дэнни отправляются на Гавайи, где Стив понимает, что случайно подписал их на консультирование пар, а не напарников... |            |                                                                  |                   |                                                                         |                  |             |                     |
| 130 | 12         | «Ua ola loko i ke aloha» «Любовь даёт жизнь»                     | Майя Врвило       | История: Стив Дуглас-Крэйг Телесценарий: Джон Дав и Эрик Гуггенхайм     | 15 января 2016   | 612         | 9,48                |
| Отряд 5.0 расследует кражу старой нестабильной японский бомбы времён Второй мировой войны из скрытого бункера. Между тем тётя Макгарретта, Дэб, возвращается на Гавайи с сестрой Стива Мэри после того, как её муж Леонард умирает. Позже выясняется, что Дэб вернулась, потому что скоро умрёт и хочет успеть сделать все вещи из своего списка, которые ещё не успела попробовать в своей жизни. Кроме того Чин и Эбби переводят свои романтические отношения на новый уровень. |            |                                                                  |                   |                                                                         |                  |             |                     |
| 131 | 13         | «Umia Ka Hanu» «Задержи дыхание»                                 | Стивен Херек      | Питер M. Ленков и Эрик Гуггенхайм                                       | 22 января 2016   | 613         | 10,07               |
| Лу едет в Чикаго, чтобы попытаться заставить своего экс-напарника Клэя Максвелла признаться в убийстве своей жены. Между тем, пытаясь выиграть пари, Макгаррет и Дэнни, Чин и Коно оказываются в заложниках у двух бандитов, которые пытаются закопать тело офицера полиции. |            |                                                                  |                   |                                                                         |                  |             |                     |
| 132 | 14         | «Hoa 'inea» «Несчастье любит компанию»                           | Питер Уэллер      | Мэтт Уилер                                                              | 12 февраля 2016  | 614         | 8,88                |
| Команда распутывает заговор с целью убийства пары неверных супругов, а между тем рассказывается о неудачах каждого члена Отряда 5.0 на день Святого Валентина. |            |                                                                  |                   |                                                                         |                  |             |                     |
| 133 | 15         | «Ke Koa Lokomaika'i» «Хороший солдат»                            | Брайан Спайсер    | Кармен Пилар Голден и Сью Палмер                                        | 19 февраля 2016  | 615         | 8,86                |
| Пять-0 объединяется с аутистом Нилом Палеа, у которого имеются улики в убийстве знакомого по работе. Позже выясняется, что он был участником ограбления банка, причем воры были затем выслежены и убиты Гэбриелом. Чин и Гэбриел дерутся, и в конце концов Чин сбрасывает противника из окна четвёртого этажа на крышу автомобиля, однако, он выживает и скрывается от Отряда 5.0. Тем временем Дэнни и его мать Клару допрашивает ФБР о Мэтте, чтобы заставить Дэнни признать, что команда использует ресурсы в противоправных целях. Выясняется, что Эбби является агентом ФБР, приставленным следить за 5.0. |            |                                                                  |                   |                                                                         |                  |             |                     |
| 134 | 16         | «Ka Pohaku Kihi Pa'a» «Твёрдый краеугольный камень»              | Джерри Ливайн     | История: Питер М. Ленков Телесценарий: Стивен Лилиен и Брайан Винбрандт | 26 февраля 2016  | 616         | 8,30                |
| Осведомитель 5.0, Санг Мин, обвиняется в убийстве одного из своих партнёров по преступлению. Санг Мина арестовывают на месте преступления, однако, он утверждает, что не виновен. Макгарретт ищет помощи у своего старого друга Оделла Мартина, чтобы помочь защитить Санг Мина от обвинения. В другом месте Дэнни отправляется в Нью-Джерси с матерью Кларой, чтобы получить деньги, которые его брат Дэнни украл, прежде чем был убит, и передать их в ФБР. |            |                                                                  |                   |                                                                         |                  |             |                     |
| 135 | 17         | «Waiwai» «Вещи»                                                  | Майя Врвило       | Эрик Гуггенхайм                                                         | 11 марта 2016    | 617         | 7,97                |
| Отряд 5.0 расследует убийство двух хирургов больницы и пациента, которого они должны были оперировать. Они определяют, что реальной целью был пациент, так как Макс сообщает, что в него был вживлён некий небольшой объект, который был позже извлечён. Оказывается, что жертва был курьером сотрудника АНБ Криса Далтона, для которого должен был провезти флэш-накопитель в Гонконг. В ходе расследования выясняется, что за всем стоит девушка Далтона — Анна Новик — являющаяся русской шпионкой, которой нужна была информация об американских агентах под прикрытием и Крис для их расшифровки. Одним из оперативников, чьи данные были на флэшке, является Кэтрин Роллинз.                                                              |            |                                                                  |                   |                                                                         |                  |             |                     |
| 136 | 18         | «Kanaka Hahai» «Охотник»                                         | Эгиль Эгилссон    | История: Трэвис Доннелли Телесценарий: Мэтт Уилер                       | 1 апреля 2016    | 618         | 8,45                |
| День Дэнни с Грейс и Чарли начинается плохо, когда их "камаро" оказывается украден. Дэнни использует автобус Мамо, чтобы продолжить поездку. Вскоре Дэнни видит свою угнанную машину и преследует её, а затем ввязывается с угонщиками в разборки. Тем временем команда расследует смерть человека, которого нашли плавающим в море со своим другом. Отряд 5.0 выясняет, что люди были рабами на борту рыболовного судна многие годы. |            |                                                                  |                   |                                                                         |                  |             |                     |
| 137 | 19         | «Malama ka Po'e» «Любовь к своему народу»                        | Брэд Таненбаум    | Кен Соларц и Билл Хейнс                                                 | 8 апреля 2016    | 619         | 8,63                |
| Лу вынужден бежать вместе со своей семьёй, так как их жизни грозит опасность, когда давнишняя работа Лу под прикрытием для ФБР настигает его. Между тем Макгаррет, Коно и Чин начинают расследование исчезновения Лу. Выясняется, что бывший друг Лу, в настоящее время находящийся в тюрьме, решил так отомстить Лу за то, что его посадили в тюрьму за убийство жены. |            |                                                                  |                   |                                                                         |                  |             |                     |
| 138 | 20         | «Ka Haunaele» «Буйство»                                          | Джерри Ливайн     | История: Стивен Лилиен и Брайан Винбрандт Телесценарий: Шон О’Рейлли    | 15 апреля 2016   | 620         | 8,34                |
| Команда расследует кражу неразрушимых доспехов за 80 миллионов долларов, разработанных для армии США. Между тем сестра Джерри, Изабель, посещает Гавайи под предлогом визита к старшему брату, но позже выясняется, что она украла слона из цирка, чтобы выпустить его на волю. Слон вырывается в город, и Изабель нуждается в помощи брата. Коно узнаёт о том, что Гэбриел посещал Адама в тюрьме, и она начинает сомневаться в своём муже. |            |                                                                  |                   |                                                                         |                  |             |                     |
| 139 | 21         | «Ka Pono Ku’oko’a» «Цена свободы»                                | Питер Уэллер      | Джон Дав                                                                | 22 апреля 2016   | 621         | 8,01                |
| Команду вызывают на охоту за несколькими опасными преступниками, сбежавшими при транспортировке из тюрьмы в тюрьму, когда на их транспорт напали неизвестные. Среди них оказывается и Адам Ношимури. Скованные вместе попарно, Адам и ещё 5 беглецов бегут в джунгли. Адам обращает внимание на тот факт, что Гаравито, осужденный за каннибализм, убивает их по одному. Между тем Чин и Джерри обнаруживают, что целью нападения на тюремный автобус был Адам, а не убитый при нападении преступник Джеймс Хамасаки — он и Адам очень похожи... |            |                                                                  |                   |                                                                         |                  |             |                     |
| 140 | 22         | «I'ike Ke Ao» «Чтобы мир знал»                                   | Брайан Спайсер    | Дэвид Волков                                                            | 29 апреля 2016   | 622         | 8,41                |
| Эддисон Уэллс, 22-х летнюю студентку колледжа, похитили из дома, в котором она работала няней. Отряд 5.0 обнаруживает, что похититель взломал термостат дома, радионяню, ноутбуки, систему сигнализации и всё остальное. Чтобы раскрыть дело, Стив и Дэнни обращаются к их старому другу Тоасту, который стал известным мультимиллионером после создания популярного приложения для телефона. Тоаст обнаруживает, что за похищением стоит хакер Джона Холм, который был заключён в тюрьму за огласку незаконной деятельности юридической фирмы, где работал. Холм стал хакером, который преследует тех, чья информация о тёмных секретах есть в интернете, похищает их, вынуждает признаться и совершить самоубийство, транслируя видео онлайн. |            |                                                                  |                   |                                                                         |                  |             |                     |
| 141 | 23         | «Pilina Koko» «Кровные узы»                                      | Майя Врвило       | Эрик Гуггенхайм                                                         | 6 мая 2016       | 623         | 8,56                |
| Ванессу Диаз нашли мёртвой в собственном доме; на осведомителя, чистильщика мест преступлений, Джерарда Хирша нападают, когда он обнаруживает, что в доме была безопасная комната. Коно отправляется приглядывать за Хиршем, пока нападавший не пойман. Стив и Дэнни захватывают нападавшего, Дага Морроу, но узнают, что он был просто грабителем, который пытался её спасти после того, как она была застрелена. Отряд 5.0 узнаёт, что у Ванессы была дочь Сара, отцом которой является Гэбриел Уэйнкрофт. Сару похищает якудза Мишель Шиома, чтобы шантажировать Гэбриела... |            |                                                                  |                   |                                                                         |                  |             |                     |
| 142 | 24         | «Pa'a Ka 'ipuka I Ka 'Upena Nananana» «Паутина преградила путь»  | Стивен Херек      | Стивен Лилиен и Брайан Винбрандт                                        | 13 мая 2016      | 624         | 8,49                |
| Пока на Оаху продолжают умирать люди от нового мета, Макс решает присоединиться к «Врачам без границ», переложив свои обязанности на доктора Шоу. Между тем Отряд 5.0 захватывает Гэбриела Уэйнкрофта, которого тяжело ранил случайный наркоман. Эбби попадает в плен к якудзе Мишель Шиоме, а отряд попадает в перестрелку. Эбби спасается и просит бывшего босса Роберта Колина помочь найти крота в полиции. Чин пытается спасти Гэбриела, а тот в свою очередь извиняется перед Чином за убийство его отца и просит позаботиться о Саре. Гэбриел умирает на операционном столе, люди Шиомы обезврежены, однако, она сама скрывается в потайном тоннеле в своём доме, оканчивающимся обрывом.                                                |            |                                                                  |                   |                                                                         |                  |             |                     |
| 143 | 25         | «O Ke Ali'i Wale No Ka'u Makemake» «Я принадлежу только вождю»   | Брайан Спайсер    | Питер M. Ленков и Мэтт Мэтт Уилер                                       | 13 мая 2016      | 625         | 8,82                |
| После пугающей встречи с отцом Во Фата в Марокко Стив возвращается на Гавайи, где всё больше распространяется эпидемия смертей от мета. Стив и Дэнни выходят на дилера, а затем идут под прикрытие в качестве пилотов, перевозящих товар. Во время полёта неизвестный вертолет атакует самолёт и серьёзно ранит Стива. Дэнни удаётся посадить его на пляже, а не в океане, чтобы спасти Стива. Команде удаётся найти и арестовать стрелка, однако, в больнице выясняется, что Стиву срочно нужна пересадка печени. Все готовы стать донорами, но только Дэнни подходит по группе крови. Операция проходит успешно, а Стив и Дэнни спорят о том, что смотреть по телевизору в палате.                                                            |            |                                                                  |                   |                                                                         |                  |             |                     |